# NGC 5145
NGC 5145 (również PGC 46934 lub UGC 8439) – galaktyka spiralna (Sb), znajdująca się w gwiazdozbiorze Psów Gończych. Odkrył ją William Herschel 9 kwietnia 1787 roku. Jest to galaktyka gwiazdotwórcza.